# Chokoloskee
Chokoloskee is een plaats (census-designated place) in de Amerikaanse staat Florida, en valt bestuurlijk gezien onder Collier County. De plaats ligt centraal in de Key-kust in het zuidwesten van Florida en is met een weg verbonden met de plaats Everglades

## Demografie
Bij de volkstelling in 2000 werd het aantal inwoners vastgesteld op 404.

## Geografie
Volgens het United States Census Bureau beslaat de plaats een oppervlakte van
0,7 km², geheel bestaande uit land. Chokoloskee ligt op ongeveer 0 m boven zeeniveau.

## Plaatsen in de nabije omgeving
De onderstaande figuur toont nabijgelegen plaatsen in een straal van 48 km rond Chokoloskee.